# Erik Hansen (velejador)
Erik Herman Hansen (Copenhague, 4 de junho de 1945) é um velejador dinamarquês, campeão olímpico. Ele competiu nos Jogos Olímpicos de Verão de 1976 e 1980 na classe Soling e conquistou a medalha de ouro em ambas as ocasiões, ao lado de Poul Richard Høj Jensen e Valdemar Bandolowski. Eles conseguiram três vezes a prestigiada Drachen Gold Cup.